# صداع ضغط خارجي
صداع الضغط الخارجي External Compression Headache هذة الحالة، تعرف أحياناً «بصداع نظارة السباحة» وتنتج من الضغط المستمر على الجبهة أو فروة الرأس، مثل ارتداء قبعة ضيقة، رباط للرفع الشعر أو نظارة السباحة.

## مقدمة
يصنف الأطباء آلام الرأس أو الصداع إلى:
صداع عضوي organic headache وهو صداع يحدث بسبب مرض أو إصابة عضوية ونسبة حدوثه تقل عن 10% من مجموع حالات الصداع. الصداع العضوي قد ينشأ عن أسباب عدة تتراوح بين ضربة خفيفة على الرأس أو حمى، ومرض جسيم كالأورام الدماغية.
صداع غير عضوي nonorganic headache وهو الصداع الذي لا يحدث بسبب مرض أو إصابة ونسبة حدوثه تتجاوز 90% من حالات الصداع. الصداع غير العضوي قد ينشأ بسبب تبدلات فيزيولوجية أو عن تبدلات وظيفية في مناطق معينة من الرأس كالأوعية الدموية والعضلات والتي تنتج عن استجابة الجسم لمحرضات تحدث تبدلات في الوظائف.

## الأعراض والعلامات
في صداع الضغط الخارجي يكون الألم على الرأس. ويكون الألم ثابتاً ومزعجاً خصوصاً في مكان الضغط. ثم يخف تدريجياً بمجرد إزالة المسبب. إذا ترك الإنسان المسبب لفترة أطول قد يتطور الصداع.

## العلاج
إنّ المعالجة للشرط واضحة وهي إزالة الشيء الذي يسبّب الضغط. نادرا ما يحتاج الأشخاص المتأثّرين لمعالجة أخرى. فنجد الحل البسيط للتخلص من الألم: يكمن في ازالة الضاغط من الملابس المسببة للضغط أو غيرها. مع العلم بأن ابقاء هذه الادوات أو الثياب لفترة طويلة يسبب الشقيقة.